# 梅克納塔內冰原島峰
69°48′S 75°12′E / 69.800°S 75.200°E
梅克納塔內冰原島峰是南極洲的冰原島峰，位於伊麗莎白公主地，處於極地研究冰川東面，最終注入帕布利凱申斯冰架，該島峰根據挪威探險隊的空中照片被繪入地圖。